# Valdas Macedulskas
Valdas Macedulskas ist ein litauischer Beamter, ehemaliger Politiker, Bürgermeister der Stadtgemeinde Alytus.

## Leben
Vom 11. Juni 1990 bis zum 6. Januar 1994 war Macedulskas Bürgermeister von Alytus (seine Nachfolgerin wurde Onutė Suncovienė).  Danach leitete er die Filiale Alytus der Bank „Hermis“. Er wurde später mit der Freiheitsstrafe verurteilt, da er  60 Darlehen unrechtmäßig vergab. Danach arbeitete Macedulskas als Beamter bei Nacionalinė mokėjimo agentūra am Landwirtschaftsministerium.